# Canton de Sancoins
Le canton de Sancoins est une ancienne division administrative française située dans le département du Cher.

## Géographie
Ce canton était organisé autour de Sancoins dans l'arrondissement de Saint-Amand-Montrond. Son altitude variait de 173 m (Neuvy-le-Barrois) à 268 m (Chaumont) pour une altitude moyenne de 209 m.

## Représentation

### Conseillers généraux de 1833 à 2015
| Période | Période          | Identité                                    | Étiquette        | Qualité |
| ------- | ---------------- | ------------------------------------------- | ---------------- | --- |
| 1833    | 1839             | Pierre Méchin-Desquins                      |                  | Traducteur Juge de paix de Sancoins |
| 1839    | 1848             | Jacques Victor Allemoz                      |                  | Médecin à Sancoins |
| 1848    | 1871             | Vincent Amy (1813-1886)                     | Centre droit     | Juge de paix, maire de Sancoins Député (1871-1876)                                                                                         |
| 1871    | 1871 (démission) | Isidore Berthellot                          | Républicain      | Notaire, maire de Sancoins (1871-1874, 1877-1879)                                                                                          |
| 1871    | 1875 (démission) | Jean Louriou                                | Républicain      | Avocat à Bourges, député (1849) préfet du Cher (1870-1871)                                                                                 |
| 1875    | 1877             | Marquis Aldonse de Rafelis de Saint-Sauveur | Conservateur     | Propriétaire à Apremont-sur-Allier |
| 1877    | 1879 (démission) | Augustin Etienne Vallée (?-1886)            | Républicain      | Juge de paix à Sancoins |
| 1879    | 1890 (décès)     | Michel Bellot                               | Rad.             | Instituteur, maire de Sancoins (1880-1881, 1884-1889) Député (1881-1885)                                                                   |
| 1890    | 1901             | Isidore Berthelot                           | Rad.             | Ancien Maire de Sancoins |
| 1901    | 1940             | Rémy Gestat                                 | Rad.             | Agriculteur, maire de Sagonne, conseiller d'arrondissement Président du Conseil Général (1938-1940) Nommé conseiller départemental en 1943 |
|         |                  |                                             |                  | |
| 1945    | 1961             | Jean-Baptiste Touret                        | SFIO puis DVG    | Maire de Sancoins (1965-1971) |
| 1961    | 1983 (décès)     | Charles Durand                              | CNI puis UDF-CDS | Agriculteur Sénateur (1952-1958 et 1959-1983) Maire de Neuvy-le-Barrois Président du Conseil Général (1970-1981)                           |
| 1983    | 2004             | Pierre Caldi (1927-2015)                    | DVD              | Historien Maire de Sancoins (1971-1989 et 1995-2001) Président de la Communauté de communes                                                |
| 2004    | 2015             | Paul Bernard                                | PS               | Retraité, adjoint au maire de Sancoins |

### Conseillers d'arrondissement (de 1833 à 1940)
| Période                                  | Période      | Identité                     | Étiquette        | Qualité |
| ---------------------------------------- | ------------ | ---------------------------- | ---------------- | --- |
| 1833                                     | 1842         | Jean Baptiste Germain        |                  | Maire de Sancoins                                                                                           |
| 1842                                     | 1845         | François Duchapt             |                  | Médecin, maire de Givardon                                                                                  |
| 1845                                     | 1848         | Louis Achet (1789-1859)      |                  | Ancien notaire, propriétaire à Sancoins                                                                     |
| 1848                                     |              | Cyrille Sosthènes Berthellot | Républicain      | Notaire, maire de Sancoins                                                                                  |
|                                          |              |                              |                  | |
| 1880                                     | 1886         | Ferdinand Pinon              |                  | Juge de paix, propriétaire à Augy-sur-Aubois                                                                |
| 1886                                     | 1892         | Émile Ferrand                | Conservateur     | Ancien juge de paix, conseiller municipal de Sancoins                                                       |
| 1892                                     | 1901         | Rémy Gestat                  | Républicain Rad. | Agriculteur, maire de Sagonne                                                                               |
| 1901                                     | 1910         | Hugues Protat                | Rad.             | Maire de Givardon                                                                                           |
| 1910                                     | 1919         | Prosper Verdet               | Rad.             | Maire de Sancoins                                                                                           |
| 1919                                     | 1927 (décès) | Auguste Delélis (1855-1927)  | RG               | Agriculteur, maire de Sancoins                                                                              |
| 1927                                     | 1939 (décès) | Louis Bernadat (1865-1939)   | Rad.             | Cultivateur, maire de Vereaux                                                                               |
| 1940                                     |              |                              |                  | Les conseils d'arrondissement ont été suspendus par la loi du 12 octobre 1940 et n'ont jamais été réactivés |
| Les données manquantes sont à compléter. |              |                              |                  | |

## Composition
Le canton de Sancoins regroupait onze communes et comptait 5 744 habitants (recensement de 1999 sans doubles comptes).
| Communes                | Population (2012) | Code postal | Code Insee |
| ----------------------- | ----------------- | ----------- | ---------- |
| Augy-sur-Aubois         | 294               | 18600       | 18017      |
| Chaumont                | 49                | 18350       | 18060      |
| Givardon                | 291               | 18600       | 18102      |
| Grossouvre              | 238               | 18600       | 18106      |
| Mornay-sur-Allier       | 440               | 18600       | 18155      |
| Neuilly-en-Dun          | 258               | 18600       | 18161      |
| Neuvy-le-Barrois        | 153               | 18600       | 18164      |
| Sagonne                 | 221               | 18600       | 18195      |
| Saint-Aignan-des-Noyers | 79                | 18600       | 18196      |
| Sancoins                | 3 562             | 18600       | 18242      |
| Vereaux                 | 159               | 18600       | 18275      |

## Démographie
| 1962  | 1968  | 1975  | 1982  | 1990  | 1999  | 2006  | 2011  | 2012  |
| ----- | ----- | ----- | ----- | ----- | ----- | ----- | ----- | ----- |
| 6 767 | 6 544 | 6 253 | 6 171 | 5 878 | 5 744 | 5 596 | 5 594 | 5 508 |